# Omloop van het Waasland 1983
 De 19e editie van de Belgische wielerwedstrijd Omloop van het Waasland vond plaats op 20 maart 1983. De start en finish vonden plaats in Kemzeke. De winnaar was Alain Van Hoornweder, gevolgd door Hans Langerijs en Benjamin Vermeulen.

## Uitslag
| Omloop van het Waasland 1983 |                      |                                     |          |
| Plaats                       | Naam                 | Ploeg                               | Tijd     |
| Winnaar                      | Alain Van Hoornweder | Fangio-Tönissteiner-OM Trucks-Mavic | 4u41'00" |
| 2                            | Hans Langerijs       | Beckers Snacks-Bicky Burger         | z.t.     |
| 3                            | Benjamin Vermeulen   | Vosschemie Polyester-Puch           | 20"      |

1965 · 1966 · 1967 · 1968 · 1969 · 1970 · 1971 · 1972 · 1973 · 1974 · 1975 · 1976 · 1977 · 1978 · 1979 · 1980 · 1981 · 1982 · 1983 · 1984 · 1985 · 1986 · 1987 · 1988 · 1989 · 1990 · 1991 · 1992 · 1993 · 1994 · 1995 · 1996 · 1997 · 1998 · 1999 · 2000 · 2001 · 2002 · 2003 · 2004 · 2005 · 2006 · 2007 · 2008 · 2009 · 2010 · 2011 · 2012 · 2013 · 2014 · 2015 · 2016 · 2017 · 2018 · 2019 · 2020 · 2021 · 2022 · 2023 · 2024
"